# Municipio de Benton (condado de Cass)
El municipio de Benton (en inglés: Benton Township) es un municipio ubicado en el condado de Cass en el estado estadounidense de Iowa. En el año 2010 tenía una población de 173 habitantes y una densidad poblacional de 1,93 personas por km².

## Geografía
El municipio de Benton se encuentra ubicado en las coordenadas 41°27′13″N 94°51′33″O / 41.45361, -94.85917. Según la Oficina del Censo de los Estados Unidos, el municipio tiene una superficie total de 89.41 km², de la cual 89,34 km² corresponden a tierra firme y (0,08 %) 0,07 km² es agua.

## Demografía
Según el censo de 2010, había 173 personas residiendo en el municipio de Benton. La densidad de población era de 1,93 hab./km². De los 173 habitantes, el municipio de Benton estaba compuesto por el 100 % blancos. Del total de la población el 0 % eran hispanos o latinos de cualquier raza.